# Limnebius texanus
Limnebius texanus är en skalbaggsart som beskrevs av Perkins 1980. Limnebius texanus ingår i släktet Limnebius och familjen vattenbrynsbaggar. Inga underarter finns listade i Catalogue of Life.